# Andrew Graham
Pour les articles homonymes, voir Graham.
Andrew Graham (8 avril 1815 - 5 novembre 1908) est un astronome irlandais.
Il découvre l'astéroïde (9) Métis le 25 avril 1848 alors qu'il travaille pour Edward Joshua Cooper à l'observatoire privé de Markree.
Il participe à la campagne d'observations du 8 août 1848 au 27 mars 1856 qui fourniront les données du Markree Catalogue composé de 60 000 étoiles proches de l'écliptique. Le catalogue est publié entre 1851 et 1856 en 4 volumes. Durant cette campagne d'observations il développe un appareil, le square-bar micrometer, qui permet une meilleure détermination de l'ascension droite et de la déclinaison des objets célestes.
Il est engagé à l'observatoire de Cambridge de 1864 à 1903 où il travaille sur le catalogue de Cambridge, en bien des façons une extension du catalogue de Markree mais pour les étoiles visibles plus au sud, publié en 1897.
Il meurt à Cambridge le 5 novembre 1908.